# Héros
Pour les articles homonymes, voir Héros (homonymie).
 (juin 2021).
- Si vous ne connaissez pas le sujet, laissez ce bandeau (vous pouvez alors contacter les auteurs).
- Si vous supprimez le contenu mis en cause (vous pouvez préalablement contacter les auteurs),

argumentez précisément cette suppression dans la page de discussion
(un manque de référence n'est pas un argument ; une recherche réelle de référence doit avoir été effectuée, être formellement documentée).
 (juin 2021).

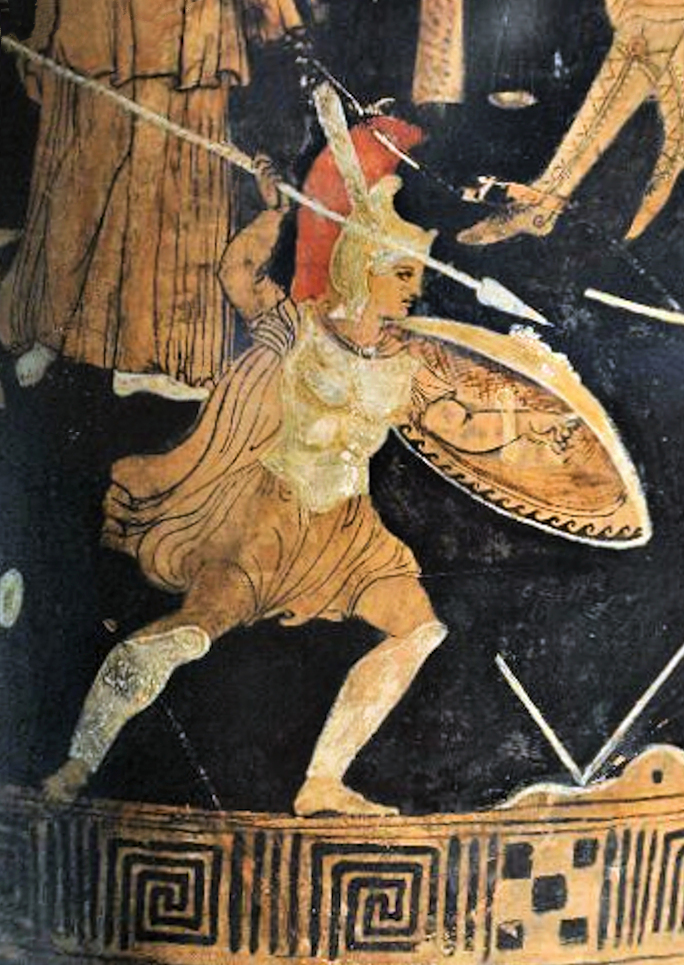
Achille pendant la guerre de Troie, tel que représenté dans une ancienne peinture de poterie polychrome grecque (vers 300 av. J.-C.), au Musée national des antiquités de Leyde.

Le héros (féminin : héroïne) est une personne réelle ou un personnage principal fictif qui, face au danger, combat l'adversité grâce à des exploits d'ingéniosité, de courage ou de force. Ils sont les premiers êtres humains de la littérature, une figure archétypale, un personnage modèle, qui réunit, en lui-même, les attributs nécessaires pour surmonter, de manière exceptionnelle, un certain problème de dimension épique. Du grec ἥρως (hērōs), en passant par le terme latin heros, le terme « héros » désignait à l'origine le protagoniste d'une œuvre narrative ou dramatique. Pour les Grecs anciens, le héros était placé dans une position intermédiaire entre les Dieux et les Hommes, étant, en général, fils d'un Dieu et d'un Mortel (Héraclès et Persée), ou vice versa (Achille). Ainsi, pour les Grecs de l’Antiquité, le héros avait une dimension semi-divine. Les antonymes de héros sont méchant, antagoniste (opposé au protagoniste) et anti-héros (l'antonyme de super-héros étant super-vilain).
Le type original de héros des épopées classiques accomplissait des actes au nom de la gloire et de l’honneur. Les héros postclassiques et modernes, en revanche, accomplissent de grands exploits ou des actes altruistes pour le bien commun plutôt que pour l’objectif classique de richesse, de fierté et de renommée. L'héroïsme qui aboutit au sacrifice de soi s'appelle le martyre. La guerre ou les aventures dangereuses sont l'occupation normale du héros. Il est entouré de nobles pairs et se montre magnanime envers ses partisans et impitoyable envers ses ennemis.
Les exemples de héros vont des figures mythologiques telles que Gilgamesh, Achille et Atalante aux figures historiques et modernes telles que Jeanne d'Arc, Giuseppe Garibaldi, Sophie Scholl, Audie Murphy et Vassili Arkhipov. À travers la bande dessinée, le cinéma et d’autres médias, la culture de masse a popularisé la figure des super-héros, qui sont des individus dotés d’attributs physiques extraordinaires comme un corps pare-balles, la capacité de voler, etc. Il s'agit notamment de Superman, Wonder Woman et Batman. Des décorations modernes utilisent également le mot « héros » dans leurs titres, comme la médaille du Héros de l'Union soviétique.

## Étymologie

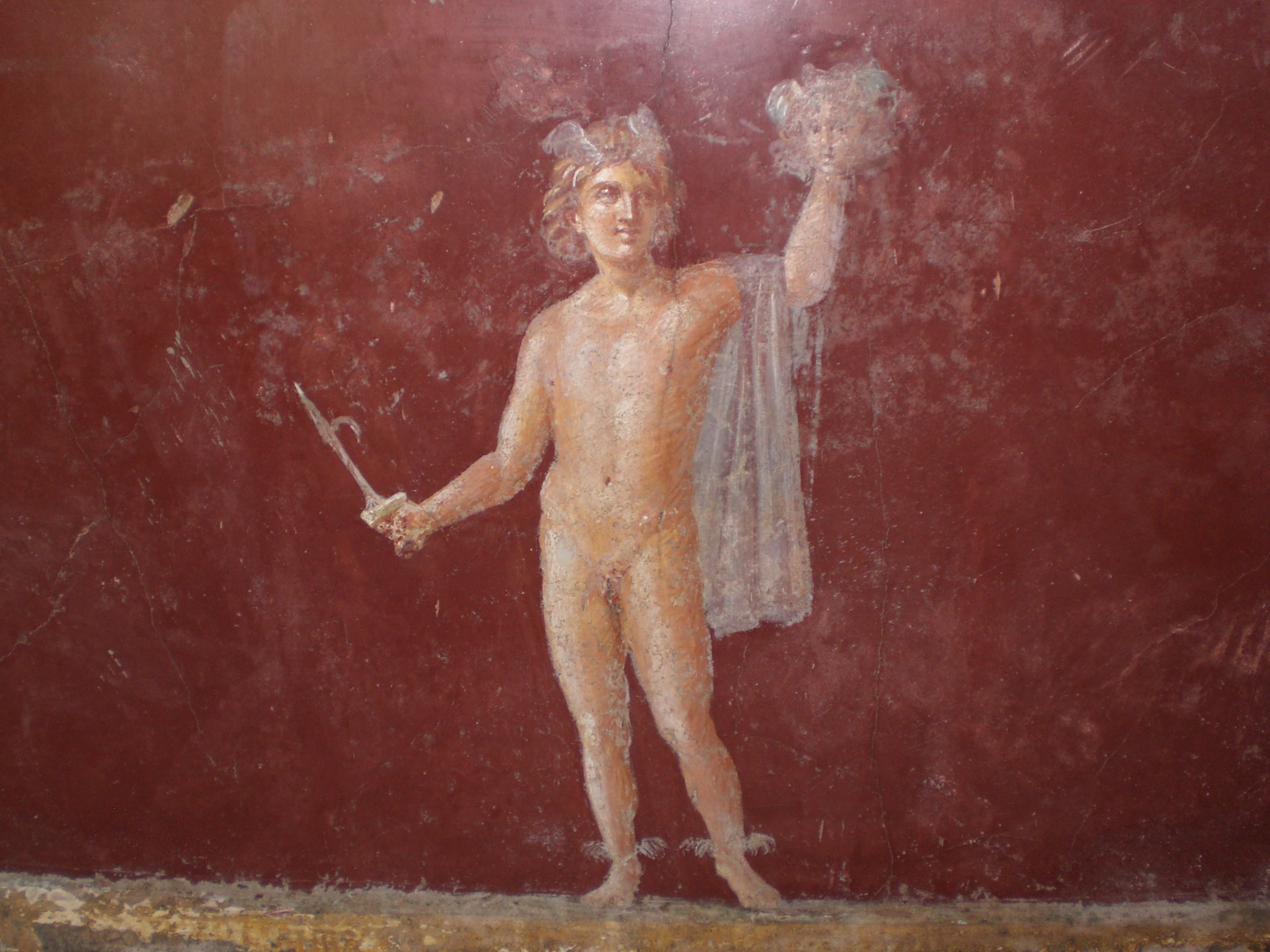
Persée et la tête de Méduse dans une fresque romaine à Stabiae.

Le mot héros vient du grec ἥρως (hērōs), « héros » (littéralement « protecteur » ou « défenseur »), en particulier celui comme Héraclès avec une ascendance divine ou qui reçut plus tard des honneurs divins. Avant le déchiffrement du linéaire B, la forme originale du mot était considérée comme *ἥρωϝ-, hērōw-, mais le composé mycénien ti-ri-se-ro-e démontre l'absence de -w-. Héro en tant que nom apparaît dans la mythologie grecque pré-homérique, où Héro était une prêtresse de la déesse Aphrodite, dans un mythe fréquemment mentionné dans la littérature.
Selon l'American Heritage Dictionary of the English Language, la racine proto-indo-européenne est *ser, qui signifie « protéger ». Selon Eric Partridge dans le livre Origins, le mot grec hērōs « est similaire » au latin seruāre, qui signifie sauvegarder. Partridge conclut : « Le sens fondamental d'Héra et de héros serait donc celui de « protecteur ». Robert S. P. Beekes rejette une dérivation indo-européenne et affirme que le mot a une origine pré-grecque. Héra était une déesse grecque dotée de nombreux attributs, notamment la protection, et son culte semble avoir des origines proto-indo-européennes similaires.

## Caractéristiques

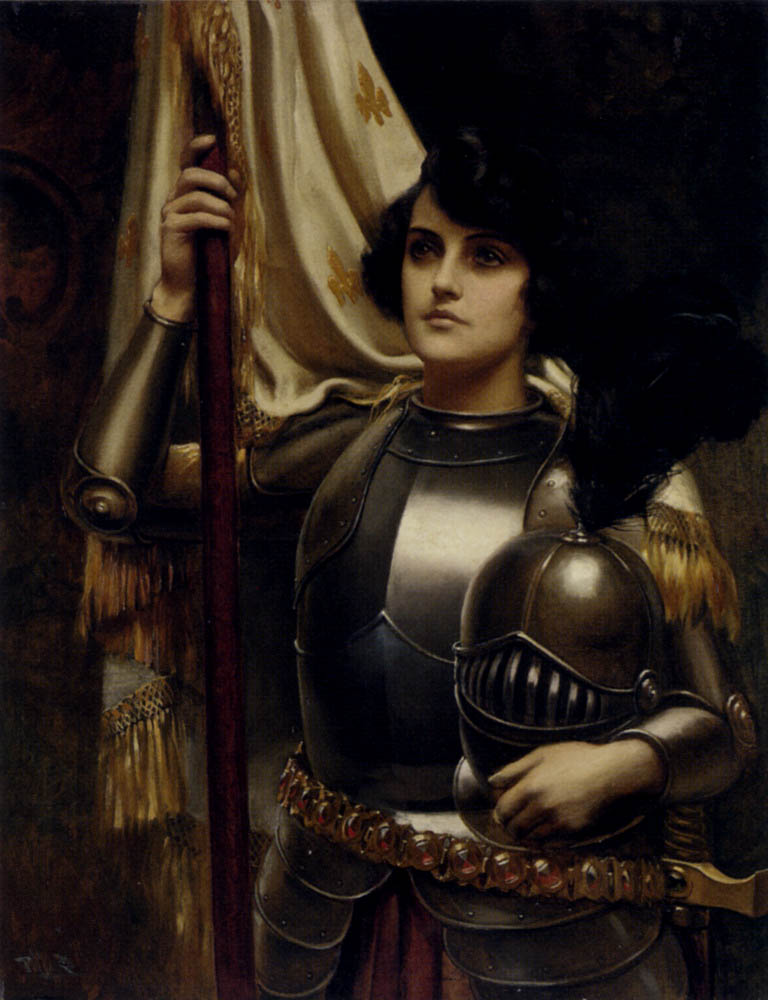
Jeanne d'Arc est considérée comme une héroïne chrétienne médiévale de France pour son rôle dans la guerre de Cent Ans et a été canonisée comme sainte catholique romaine.

L'apparition des héros dans la littérature marque une révolution dans la pensée qui s'est produite lorsque les poètes et leur public ont détourné leur attention des dieux immortels vers les hommes mortels, qui souffrent de la douleur et de la mort mais, les défiant, vivent vaillamment et pleinement et créent, car à travers son propres effort, un moment de gloire qui survit dans la mémoire de ses descendants.
Appréhendé différemment selon les époques, les courants esthético-littéraires, les genres et sous-genres narratifs, le héros est marqué par une projection ambiguë : d'une part, il représente la condition humaine, dans sa complexité psychologique, sociale et éthique ; d’autre part, il transcende la même condition, dans la mesure où il représente des facettes et des vertus que l’homme ordinaire ne peut pas atteindre mais aimerait atteindre – la foi, le courage, la volonté, la détermination, la patience, etc.
Il existe des cas où des individus sans vocation héroïque accomplissent des actions dignes du héros. Il y a aussi ceux dans lesquels des individus font preuve de vertus héroïques pour accomplir des exploits de nature égoïste, motivés par la vanité, l'orgueil, l'avidité, la haine, etc. C'est le cas des chasseurs de fortune (pirates, mercenaires, etc.). De telles exceptions ne les empêchent pas d'être admirés comme des héros ; cependant, ils seront mieux représentés dans l’archétype de l’antihéros. Dans la littérature classique, le héros est le personnage principal ou vénéré de la poésie épique héroïque célébrée à travers d'anciennes légendes d'un peuple, luttant souvent pour la conquête militaire et vivant selon un code d'honneur personnel.
Le héros peut être guidé par des idéaux nobles et altruistes – liberté, fraternité, sacrifice, courage, justice, morale ou paix. A terme, il recherchera des objectifs soi-disant égoïstes (la vengeance par exemple) ; cependant, ses motivations seront toujours moralement justes ou éthiquement acceptables, même si elles sont illicites. Le héros pouvait atteindre l'apothéose, l'élévation au statut de dieu. Le terme vient du grec Apotheoun, signifiant « faire un dieu », « déifier ». Le terme latin correspondant est consagratio.

## Origine

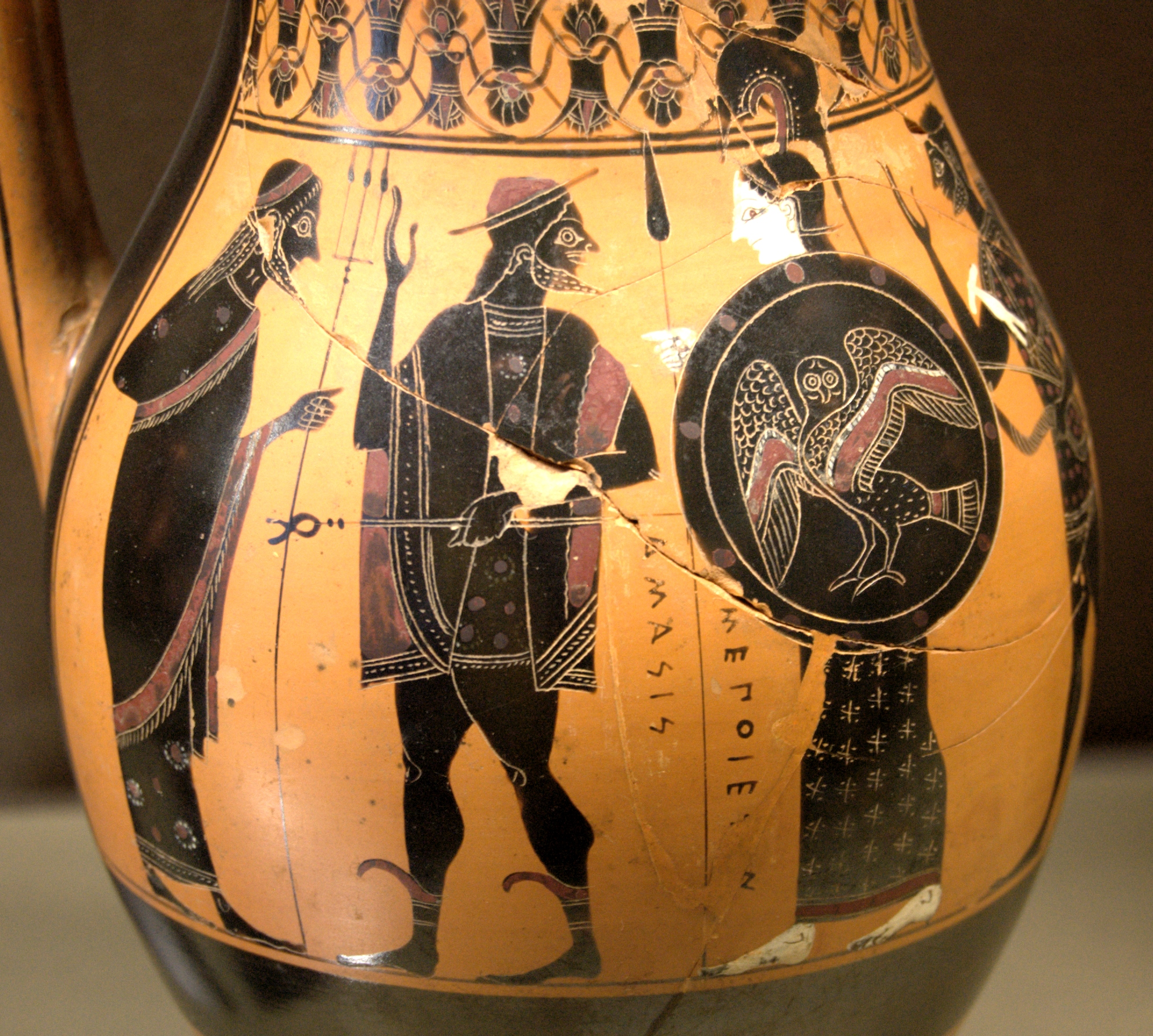
Entrée d'Héraclès (tout à droite) dans l'Olympe, accueilli par Poséidon, précédé d'Hermès et Athéna,, olpè d'Amasis et du Peintre d'Amasis, 550-530 av. J.-C., musée du Louvre.

Dans le monde indo-européen, la conception sous-jacente au terme de héros remonte à la préhistoire. Selon Jean Haudry, elle est liée initialement à la « traversée de l'eau de la ténèbre hivernale », à la « conquète du soleil » et à l'« obtention de l'année ». Ainsi, la principale particularité d'Héraclès, par delà le foisonnement des cultes et des légendes, est sa conquête de l'immortalité, ce qu'il nomme la conquête de l'Année (Héra). Ses derniers travaux sont une victoire sur la mort et sa fin symbolise une conquête de l'immortalité solaire. La concordance entre le grec Hēraklễs et le russe Jaroslav montre que la « conquète de l'année » s'est incarnée dans un personnage mythique.
Pour Venceslas Kruta, « la consécration du héros marque donc l’aboutissement du long processus de désagrégation de la société néolithique, où l’individu n’avait pas d’existence en dehors du cadre communautaire. Profondément enracinée, cette condition commencera probablement à être ébranlée, à la suite de l’impact d’idées nouvelles, dès la seconde moitié du IIIe millénaire avant J.-C.»
Par la suite, lors de la « société héroïque », le but n'est pas l'immortalisation par la « voie des Pères », par le souvenir des ancêtres au sein du lignage, mais l'immortalisation par la « gloire impérissable » κλέος ἄφθιτον / kléos áphthiton,. Contrairement à l'homme du commun, le héros choisit son destin, celui d'une vie glorieuse, mais brève. C'est le choix d'Achille, de Sigurd, de Cúchulainn et du Sanasar de l'épopée arménienne.
Un nouveau rapport s'établit entre les hommes et les dieux : il y a désormais des divinités protectrices non plus d'un lignage comme précédemment, mais d'un individu, le héros.
L'appartenance sociale de la société héroïque est, pour une part, contractuelle. Le compagnonnage est le substitut du lignage : les Fianna irlandais rompent tout lien avec celui dont ils sont issus. Les sociétés secrètes se multiplient. Les principales innovations historiques liées aux sociétés héroïques sont la constitution d'un compagnonnage royal qui avec le temps deviendra une cour ; la constitution de bandes de jeunes guerriers qui ont une divinité d'élection, Rudra en Inde, Apollon en Grèce, *Wōdanaz dans le monde germanique,. Contrairement à la société lignagère qui était économe afin de préserver l'héritage familial, la société héroïque est prodigue : le seigneur doit rétribuer largement ses compagnons sur lesquels repose sa puissance, le personnel officiant qui lui assure la protection des dieux et les poètes qui assoient sa réputation.
Mise au second plan par la cité de l’Antiquité classique, qui pour l’essentiel prolonge la société lignagère, le Moyen Âge européen est pour une part le prolongement de ces conceptions.

## Héros antiques
Les héros des temps antiques sont, soit mythiques, ayant une parenté directe avec le panthéon (c'est le cas d'Héraclès), soit légendaires, auquel cas ils sont fréquemment liés à un dieu tutélaire.
Le rapport est inversé : ce sont les hauts faits des hommes lors de leur vie qui les divinisent après leur disparition, les rendant immortels dans la mémoire de leurs héritiers.
- mythologie gréco-romaine
  - Ulysse, héros infortuné de l'Odyssée ; humain, il n'a pas de pouvoir, hormis son astuce (trait humain).
  - Circé, puissante magicienne.
  - Achille ; pouvoir : invulnérabilité, sauf sur son talon, sa faille.
- les héros éponymes sont ceux qui fondent, selon la légende, une ville à laquelle ils donnent leur nom (Romulus pour Rome) ;
- les épopées sont des récits mythologiques regroupant maints héros, telle l'épopée homérique de la guerre de Troie, l'Iliade, précédant l'Odyssée.
- Gilgamesh est le tout premier héros de notre histoire alors connu à ce jour, tiré de la culture mésopotamienne antique.

## Héros médiévauxoccidentaux

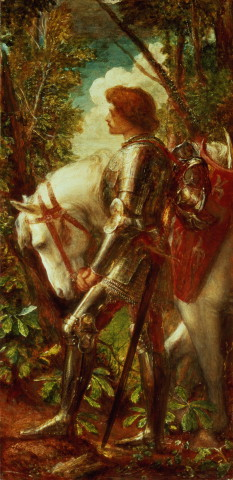
Sir Galahad, héros des légendes arthuriennes réactivé par le romantisme — tableau de George Frederic Watts (1888).

La fonction du héros évolue ; il devient, pour l'admiration des populations, relais de la fusion du pouvoir régulier et séculier réalisée en la personne du suzerain. Homme-lige, le héros donne donc par son geste de la légitimité à son seigneur.
Ses valeurs sont le courage et des vertus semblables à celles de la chevalerie; dirigeant ou inspirant les armées, ils leur servent de modèle.
- mythologie celtique de l'île de Bretagne
  - Roi Arthur, et ses Chevaliers de la Table Ronde : Légende arthurienne, légende sur l'absence de roi celtique, délaissant la terre dans les âges sombres;
- mythologie germanique
  - Siegfried et l'Anneau des Nibelungen.
  - Voir (en) Légendes héroïques germaniques
- monde médiéval anglo-saxon
  - Robin des Bois de Sherwood : légende sur l'absence du roi Richard Cœur de Lion, parti guerroyer en Terre sainte.
- monde médiéval espagnol
  - Le Cid et ses hauts faits pour chaque camp pendant la Reconquista.
- monde médiéval franc (matière de France):
  - Roland, un des preux de Charlemagne : La Chanson de Roland. Hagiographe : Eginhard
- monde médiéval français
  - Jeanne d'Arc, figure historique avérée avec une dimension légendaire très prolifique : voir Œuvres inspirées par Jeanne d'Arc.
  - Bertrand Du Guesclin, héros de la dernière chanson de geste écrite en français médiéval[18].
- Russie médiévale
  - le Bogatyr, chevalier errant de la steppe russe
- Culture européenne plus tardive
  - Les Neuf Preux
- Culture géorgienne
  - Amiran

## Héros médiévaux orientaux
- Terre sainte
  - Geste de Saladin face aux Croisés ;
- Bagdad
  - Légende de Sinbad le marin
- al-Andalus (Andalousie mauresque)
  - Boabdil et sa mal-fortune, héros romantique ;
- Maghreb
  - Kahina
  - Antalas
- Japon
  - Musashi Miyamoto
  - Momotarō

## Héros de l'époque moderne
Grâce aux effets produits par la littérature, le héros emblématique devient fictionnel, tel Don Quichotte en Espagne.
L'époque ultérieure des grandes découvertes donne au monde une nouvelle sorte de héros : l'aventurier.
Les exploits étant écrits et non plus seulement oraux, par des journalistes autant que par des écrivains, le héros perd son caractère légendaire pour devenir plus réaliste et éphémère. Restent bien sûr les héros fictionnels qui perdurent.
- Les héros de transition, aussi légendaires que réalistes :
  - les pirates et corsaires du Roy dans les Caraïbes qui font preuve de courage et témérité contre une puissance navale hégémonique tels Surcouf ;
  - les Mousquetaires tel que D'Artagnan ;
  - Cyrano de Bergerac.
- Les héros patriotiques et nationaux :
  - Héros de l'Union soviétique, rebaptisés Héros de la Russie ;
  - Héros de la Résistance, tels Sophie Scholl en Allemagne, Jean Moulin ou Lucie Aubrac et Raymond Aubrac en France ;
  - Pères fondateurs des États-Unis, cow-boys : héros nationaux et champions porteurs des valeurs de la démocratie, révérés aux États-Unis ;
  - les héros qui ont donné leur vie dans le cadre de leur service: colonel Arnaud Beltrame.

## Héros de l'époquecontemporaine
Dans l’espace public contemporain, la notion de « héros » ou d’« héroïsme » s’applique à des champs très hétérogènes 
et a fait l'objet de recherches en sociologie et sémiologie pour comprendre les ressorts  de la valeur "héros" (Debien 2020, Fournout 2019, 2022, Barbéris 2022, cités en bibliographie).
Dans Le nouvel héroïsme, puissances des imaginaires, Olivier Fournout parle d’« héroïcomanie contemporaine » (2022, p.18, 70). Il en décrit et analyse différentes déclinaisons :
- dans la publicité : cf. par exemple tous-les-héros.com (vêtements), « Burberry Hero » parfum pour homme (2021), autohero.com, ou encore les porteuses de soutiens-gorge Simone Pérèle « Nouvelles héroïnes » (2021)…
- dans les entreprises : dans des manuels de management, il est question de « créer des héros dans tous les rôles », on y parle de « hero CEOs », d’« héroïsme cool », les patrons d’entreprises sont présentés comme des « héros » (Pierre Gattaz, patron du MEDEF, le 29 mars 2016 sur France Info).
- face aux enjeux autour de l’écologie : dans le Guardian weekly (21/07/2017), les « héros environnementaux » sont préférés aux discours catastrophistes ; Camille Étienne, porte-parole de l’ONG « On est prêt », relève, dans un clip écologiste (Réveillons-nous, 2020), que « nous avons été des héros en pyjama » lors du premier confinement, qui entraîna une diminution des transports et donc de l’empreinte carbone de mars à juin 2020.
- en politique : présentant son action de Président, Emmanuel Macron annonce « Nous devons renouer avec l’héroïsme politique » en page de couverture du magazine Le Point (31/08/2017). Quelques mois plus tard, il qualifie Johnny Hallyday de « héros français » (6/12/2017).

La liste des « héros » contemporains se complète :
- Les héros patriotiques et nationaux :
  - le nouveau chef d’état-major français est qualifié de « héros » par la presse lors de sa nomination (19/07/2017)
  - Les héros qui ont donné leur vie dans le cadre de leur service : colonel Arnaud Beltrame
- Les héros de la société :
  - certains membres de professions reconnues pour leur abnégation, tels que les pompiers, sauveteurs, infirmières, policiers, etc., et en particulier le personnel médical dans son ensemble pendant les premiers temps de l’épidémie de Covid ;
  - les défenseurs des biens et valeurs communs comme l'environnement ;
  - les sportifs qui effectuent des exploits physiques.
- Les héros de fiction :
  - Comics : les super-héros ;
  - Jeux de rôle : Les Héros de l'Œil noir | Livres dont VOUS êtes le héros ;
  - Cinéma : les héros des époques précédentes ont fourni une manne d'inspiration pour le cinéma, inutile d'en dresser la liste (se référer plutôt à chaque biographie).

## Héros enfantasy

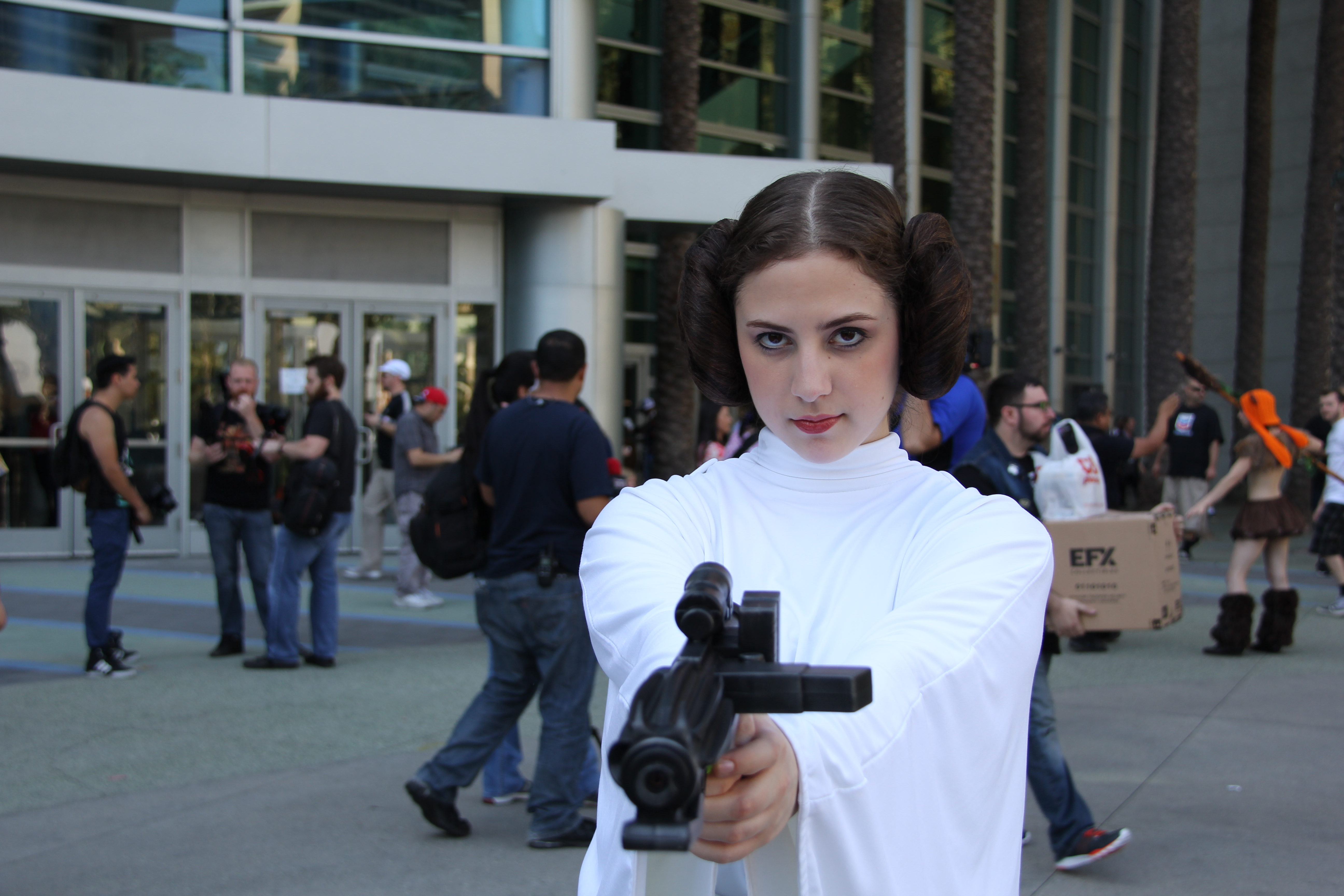
Leia Organa, héroïne de Star Wars.

Apparus assez récemment dans l'histoire et la montée en puissance de la littérature fantasy, les héros incarnent ici des personnes courageuses, porteuses de valeurs telles que le courage, l'espoir, l'abnégation. Souvent, le lecteur peut ou tente de se reconnaître dans ces personnages marquants.
- Aragorn, personnage du Seigneur des anneaux, qui incarne la lutte au-delà de tout espoir.
- Sturm de Lunelame, qui incarne l'archétype du chevalier, fidèle et noble envers la restauration de son ordre.
- Luke Skywalker personnage principal de la trilogie originale Star Wars combattant le despotisme mis en place par son propre père Dark Vador.
- Harry Potter, qui lui aussi illustre tout un combat contre les ténèbres.
- Le Fou, personnage de Robin Hobb, qui accepte son destin de héros du changement du monde même s'il doit mourir.
- Eragon qui sauve le monde en redonnant vie à l'ère des dragonniers.
- Bobby Pendragon qui traverse plusieurs mondes afin de les sauver.
- Richard Rahl, personnage de L'Épée de vérité.
- Rand al'Thor, héros de la Roue du temps.
- Raziel, héros de Soul Reaver qui décide de se sacrifier pour sauver Nosgoth.
- Néo alias Thomas A. Anderson, héros de la série Matrix qui lutte pour extirper la population d'un monde virtuel.
- Katniss Everdeen, personnage de The Hunger Games qui crée une révolution contre l'injustice que connaissent les districts de son pays.
- Percy Jackson, demi-dieu luttant contre la renaissance du Titan Cronos et qui tente de sauver le monde.
- Le Docteur (Doctor Who), extraterrestre consacrant sa vie à sauver les populations de diverses planètes (incluant la terre).
- Batman, personnage de comics qui lutte pour sauver sa ville, Gotham City.
- James Tiberius Kirk, personnage de la célèbre série de science-fiction utopique Star Trek et qui participa à six films qui ont fait suite à cette série ainsi que trois nouveaux films réalisés par J. J. Abrams et puis par Justin Lin.
- Leia Organa, personnage de la saga Star Wars.
- Ellen Ripley, héroïne de la saga Alien.
- Druss, héros de plusieurs tomes du Cycle Drenaïe.
- Son Goku, héros de l'oeuvre Dragon Ball.
- Monkey D. Luffy, héros de One Piece luttant pour pouvoir devenir un homme libre.

### Fictions
- dans la fiction/anticipation (un seul exemple emblème)
  - le mythe précédant la légende de la Terre du Milieu de J. R. R. Tolkien : geste de Gil-Galad, lai de Beren et Lúthien, entre autres ;
- au cinéma, digressions sur la thématique héroïque :
  - Toto le héros, de Jaco Van Dormael (Belgique, 1991) traite également du thème de l'enfance ;
  - Un héros très discret, de Jacques Audiard : un quidam s'invente héros de la Résistance dans le tumulte issu de la Libération (fiction basée sur un personnage réel).